# Кунья, Лукас
Лу́кас де Со́уза Ку́нья (порт.-браз. Lucas de Souza Cunha; род. 23 января 1997, Трес-Лагоас, Мату-Гросу-ду-Сул) — бразильский футболист, защитник клуба «Ред Булл Брагантино».

## Клубная карьера
Кунья — воспитанник клубов «Мирасол». 8 сентября 2013 года в поединке Кубка Паулиста против «Монте Асул» он дебютировал за основной состав. В 2015 году Кунья перешёл в португальскую «Брагу». 30 сентября в поединке против ковильянского «Спортинга» Лукас дебютировал за дублирующий состав в Сегунда лиге. 25 августа 2019 года в матче против «Жил Висенте» он дебютировал в Сангриш лиге. В начале 2020 года Кунья перешёл в «Эшторил-Прая» на правах аренды. 22 февраля в матче против дублёров «Порту» он дебютировал за новую команду. В том же году Лукас на правах аренды выступал за дублирующий состав испанской «Сельты».
Летом 2021 года Кунья перешёл в «Жил Висенте», подписав контракт на 3 года. 9 августа в матче против «Боавишты» он дебютировал за новую команду. 31 октября в поединке против «Маритиму» Лукас забил свой первый гол за «Жил Висенте».
В начале 2023 года Кунья вернулся на родину, подписав контракт с «Ред Булл Брагантино». 4 февраля в поединке Лиги Паулиста против «Гуарани» Лукас дебютировал за основной состав.

## Международная карьера
В 2017 года Кунья в составе молодёжной сборной Бразилии принял участие в молодёжном чемпионате Южной Америки в Эквадоре. На турнире он сыграл в матчах против команд Чили, Уругвая, Эквадора и Колумбии.